# Partia Demokracji Obywatelskiej
Partia Demokracji Obywatelskiej (lit. Pilietinės demokratijos partija, PDP) – litewska centrowa partia polityczna, działająca od 2006 do 2011.

## Historia
Formację powołała grupa działaczy Partii Pracy, kwestionujących przywództwo Viktora Uspaskicha i opowiadających się za dalszą współpracą rządową z Litewską Partią Socjaldemokratyczną. Przystąpiło do niej ponad 10 posłów, tworząc nową frakcję parlamentarną. Na czele PDP stanął Viktoras Muntianas, który w ramach zawartej umowy koalicyjnej został przewodniczącym Sejmu.
W wyborach samorządowych w 2007 partia w skali kraju uzyskała tylko 17 mandatów. W 2008 wszyscy posłowie przeszli do frakcji socjaldemokratów, a następnie opuścili partię.
Przywództwo PDP objął deputowany Algimantas Matulevičius, związany dotąd z ugrupowaniem Porządek i Sprawiedliwość, który został również liderem listy wyborczej zarejestrowanej na wybory parlamentarne w 2008. PDP ostatecznie zgłosiła też kandydaturę swojego poprzedniego przewodniczącego, Viktorasa Muntianasa, w jednym z okręgów jednomandatowych. W głosowaniu uzyskała około 1% głosów i znalazła się poza parlamentem, nie przejawiając większej aktywności. W 2011 przekształciła się w Partię Zjednoczenia Narodowego (lit. Tautos vienybės sąjungos). W 2012 w wyborach do Sejmu nowa formacja uczestniczyła w ramach koalicji Za Litwę na Litwie, która nie przekroczyła 1% głosów i nie uzyskała żadnych mandatów.